# Henderson (Nevada)
Henderson é uma cidade localizada no estado americano de Nevada, no condado de Clark. Foi fundada em 1943 e incorporada em 16 de abril de 1956.

## Geografia
De acordo com o United States Census Bureau, a cidade tem uma área de 279 km², onde todos os 279 km² estão cobertos por terra.

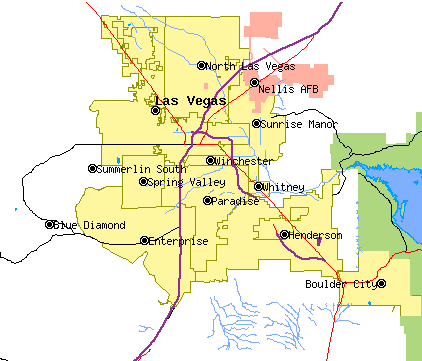
Mapa do Las Vegas Valley com a localização de Henderson

Henderson está a cerca de 26 km a sudeste do centro de Las Vegas.

## Demografia
Segundo o censo nacional de 2020, a sua população é de 317 610 habitantes e sua densidade populacional é de 1.152,16 hab/km². É a segunda cidade mais populosa de Nevada. Possui 113 586 residências, que resulta em uma densidade de 407,1 residências/km².